# Bibliotheca Sanctorum
A Bibliotheca Sanctorum, ou Enciclopédia dos Santos, é uma obra concebida no ambiente do Concílio Vaticano II, publicada em colaboração com o Instituto João XXIII da Pontifícia Universidade Lateranense. A redação envolveu cerca de 300 acadêmicos durante uma década. A primeira edição coletou 30.000 verbetes de santos, beatos, veneráveis, servos de Deus e figuras bíblicas do Antigo e do Novo Testamento.
A obra consiste em 12 volumes, mais três apêndices e um volume de índices, e dois outros volumes dedicados aos santos das Igrejas Orientais.